# Microdon capitatus
Microdon capitatus är en flenörtsväxtart som först beskrevs av Peter Jonas Bergius, och fick sitt nu gällande namn av Margaret Rutherford Bryan Levyns. Microdon capitatus ingår i släktet Microdon och familjen flenörtsväxter. Inga underarter finns listade i Catalogue of Life.